# Internationaal songfestival van Viña del Mar

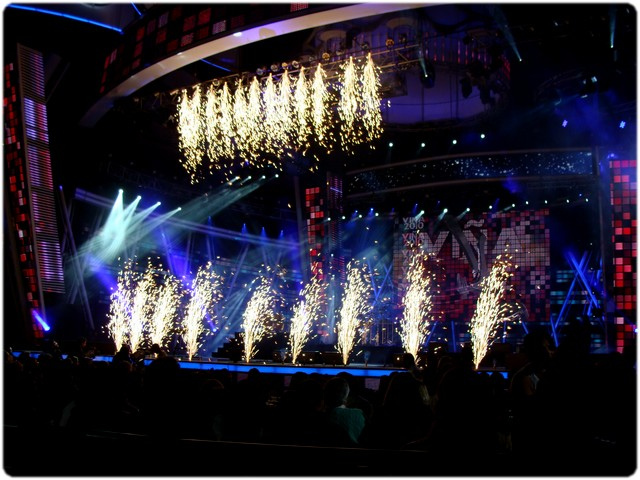
Opening van het festival in 2010

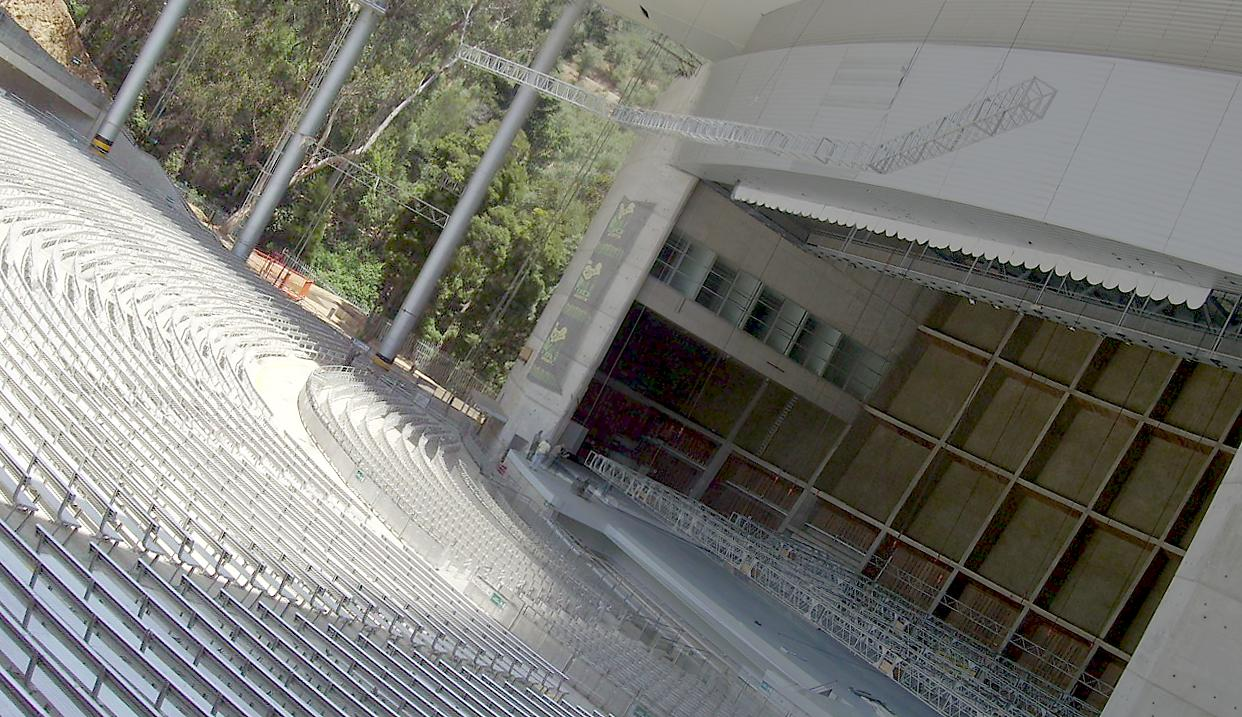
Het openluchttheater in het park Quinta Vegara waar het festival plaatsvindt

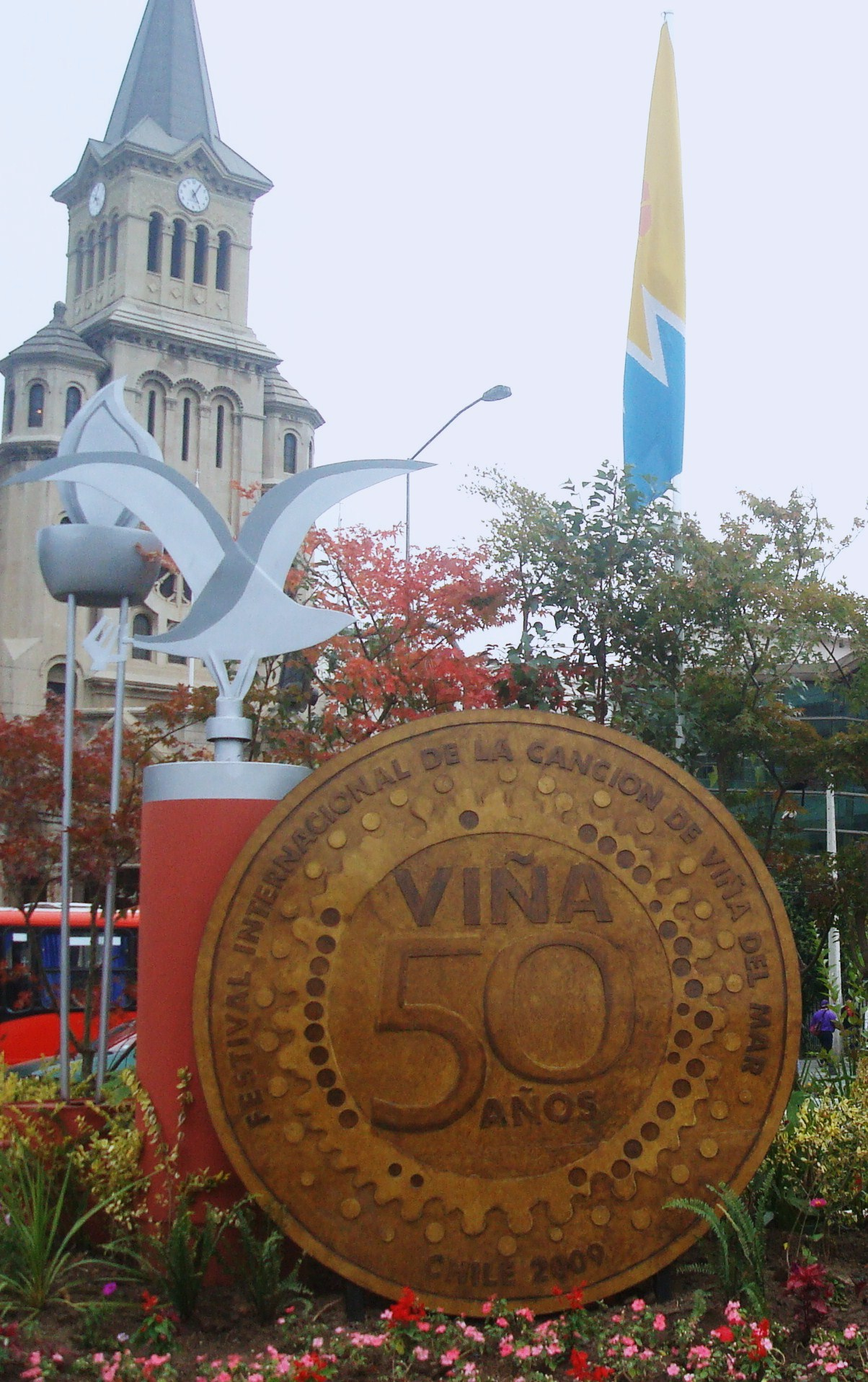
Sculptuur ter gelegenheid van het 50-jarig bestaan van het festival in 2010

Het Internationaal songfestival van Viña del Mar (Spaans: Festival Internacional de la Canción de Viña del Mar) is sinds 1960 een jaarlijks terugkerend meerdaags festival van liedjes dat plaatsvindt in de Chileense stad Viña del Mar, aan het einde van de maand februari. Het festival wordt over het algemeen beschouwd als het belangrijkste songfestival van Latijns-Amerika en is qua omvang het grootste van het gehele Amerikaanse continent.
Het festival vindt plaats in het openluchttheater van het Quinta Vergara-park dat aan zo'n 15.000 toeschouwers plaats biedt. Het wordt in meerdere landen live uitgezonden, inclusief de aankomst van de artiesten over de rode loper. Sinds de 52e editie in 2012 is de organisatie van het festival in handen van de zender Chilevisión.

## Competities
Het festival bestaat uit een competitie voor popmuziek en een voor folkmuziek. Deze worden afgewisseld met optredens van internationale gasten, in velerlei muziekstijlen, gaande van poprock tot merengue en van salsa tot reggaeton. Deze gasten nemen niet aan de competities deel, maar hebben door de tijd heen de overhand gekregen en zijn de laatste jaren de spil van het festival geworden.

## Prijzen
In de huidige edities zijn de prijzen een gouden of zilveren meeuw, en een gouden of zilveren toorts. In de begindagen waren dit gouden en zilveren harpen of liras. Door de tijd heen is de traditie ontstaan de prijzen niet alleen uit te reiken aan de winnaars van de beide competities, maar als het publiek dat eist ook aan elke genodigde internationale artiest of band buiten de competitie (het veeleisende publiek heeft de bijnaam El Monstruo, 'het monster'). Hoewel elke competitie dus slechts één winnaar heeft, wordt elke prijs meerdere malen uitgereikt en winnen veel genodigde gasten meerdere prijzen. In 2014 werden er 21 gouden fakkels en even zo vele zilveren fakkels uitgereikt, 24 zilveren meeuwen en 19 gouden meeuwen.
De competitie voor popmuziek is het vaakst gewonnen door een Chileense act, gevolgd door Italië en Spanje en Argentinië op een gedeelde derde plaats. Aan de competitie voor folk nemen voornamelijk Chileense muzikanten deel, zij wonnen het festival 41 keer, voor Argentinië dat 3 keer won en Peru dat 2 maal won.
De Arubaan Euson is de enige zanger met de Nederlandse nationaliteit die de competitie voor popmuziek ooit gewonnen heeft, in 1972.